# Poço Fundo
Poço Fundo est une municipalité brésilienne de l'État du Minas Gerais et la Microrégion d'Alfenas.